# ميخائيل جونسون (لاعب كرة قدم أمريكية)
ميخائيل جونسون (بالإنجليزية: Michael Johnson)‏ هو لاعب كرة قدم أمريكية أمريكي، ولد في 9 مايو 1984 في أوستن في الولايات المتحدة.

## وصلات خارجية
- مايكل جونسون على موقع مرجع كرة القدم المحترفة.كوم (الإنجليزية)